# Eforie
Eforie (rumænsk udtale: efoˈri.e; historiske navne (for Eforie Sud): Băile Movilă, Carmen-Sylva, Vasile Roaită) er en by og et feriested ved Sortehavets kyst, i distriktet Constanța, Norddobruja, Rumænien. Den ligger ca. 14 kilometer syd for Constanța. Techirghiol-søen ligger i nærheden.
Byen har 8.630 (2021) indbyggere.

## Historie
Eforie Sud, den sydlige del af byen, blev grundlagt af aristokraten Ion Movilă i 1899, da han opførte et hotel ved navn Băile Movilă (Movilă Spa). I 1928 blev kurbadet omdøbt til Carmen-Sylva, efter dronning Elisabeth af Rumænien's pseudonym. I 1950, efter etableringen af den Socialistiske Republik Rumænien, blev byens navn igen ændret til Vasile Roaită' til ære for en jernbanearbejder, der blev skudt ihjel under Grivița strejken i 1933. I 1962 blev byen endnu en gang omdøbt til Eforie Sud.
I 1966 blev byen Eforie oprettet ved at slå Eforie Sud sammen med det nordlige feriested Eforie Nord. Mange andre hoteller blev bygget her i årenes løb, de fleste af dem under det kommunistiske regime.